# NGC 257
NGC 257 je galaksija u zviježđu Ribe.

## Vanjske poveznice
- SEDS: NGC 0257